# 王湘琦
王湘琦（1957年—），臺灣醫師、文學家，祖籍湖南。建國中學、臺灣師大生物系、高雄醫學院學士後醫學系畢業，為精神科專科醫師，同時也是三峽靜養醫院院長。
出身萬華眷村，父親為湖南人，母親為本省人，王湘琦自幼熱愛本土文學，師大畢業後，為南港臺北市立誠正國民中學生物教師，隨即考取醫學系，轉戰杏林，並一面從醫，一面寫作。曾以《沒卵頭家》獲第一屆聯合文學小說新人獎短篇小說首獎、時報文學獎等。著有小說集《沒卵頭家》、長篇台灣歷史小說《俎豆同榮》，此書名出於桃園大溪區「忠魂堂」，邵友濂所題「俎豆同榮」匾，記述頂下郊拚先人的故事。

## 作品
- 《沒卵頭家》，1990年。
- 《俎豆同榮：紀頂下郊拚的先人們》，2010年。